# Vet-gate
Une vet-gate (en français : portail vétérinaire) est une étape d'inspection vétérinaire obligatoire en compétition d'endurance officielle. 

## Organisation du passage
Lors de l'arrivée au vet-gate, il est recommandé de commencer par desseller le cheval, puis de le laver afin de le rafraîchir. La présentation au contrôle vétérinaire en tant que tel s'effectue quand la fréquence cardiaque du cheval a diminué. Après ce contrôle vétérinaire, le cheval peut être nourri.

## Contrôle vétérinaire
Le contrôle vétérinaire inclut un examen digestif, afin de détecter d'éventuelles coliques.
En 2019, des débats ont lieu autour de la question de l'abaissement de la fréquence cardiaque autorisée de 64 à 60 battements par seconde.